# Fragata Amazonas
La BAP Amazonas fue el primer barco de vapor con propulsión a hélice de la Marina de Guerra del Perú, y el primer navío de guerra no sólo del Perú sino de América Latina en circunnavegar el globo terrestre entre 1856 y 1858.  Bautizada así, en honor al gran río sudamericano que nace en el Perú.

## Construcción
Don Ramón Castilla, Presidente del Perú. decidió la compra de varios buques de guerra para que el Perú tenga la mayor fuerza naval del Pacífico y evitar las injerencias externas en asuntos internos y a su vez estar mejor preparados frente a las posibles amenazas de países vecinos. El objetivo era que la escuadra peruana superara el poder naval que Estados Unidos, Francia y Reino Unido tenían en el Pacífico.
Financieramente, este objetivo fue posible lograrlo, gracias a la prosperidad de la Era del Guano.
Su construcción se llevó a cabo en Londres, Inglaterra, y fue supervisada por el capitán de navío Domingo Valle Riestra.

## Viaje alrededor del Mundo
Desde un primer momento la nave presentó varios problemas: el eje de la hélice, se le hundía el palo mayor, recalentado por los humos de la chimenea, y el casco hacía cada vez agua. Debido a esto, y en busca de un dique seco, en octubre de 1856, zarpó hacia Hong Kong para realizar modificaciones y mejoras mayores, siendo este un puerto británico desde 1842. El mando de la nave recayó en capitán de navío José Boterín. 
Luego de cruzar un fuerte temporal en Formosa, arriban a Hong Kong, no pudo encontrar muelle debido al inicio de un nuevo conflicto de guerra entre el Imperio Chino, la Gran Bretaña y Francia, conocido como la segunda guerra del Opio. Esperan 20 días en este puerto y se toma la decisión de ir a Calcuta. Parten, recalan en Singapur, atravesando otro fuerte temporal para llegar a la India.                                                                                                                                                                                                                          
Finalmente, arriban a Calcuta el 6 de febrero de 1857 y debió permanecer por tres meses para ser carenada. Sin embargo, en esta estadía murieron 38 tripulantes a causa del cólera, entre ellos el médico de a bordo, siendo reemplazado por el médico suplente Dr. José Domingo Castañeda. Parte rumbo a Londres el 28 de abril de 1857, cruzando el cabo de Buena Esperanza y capeando varios feroces temporales más. Después de 74 días de navegación mixta (16 días utilizando los motores a vapor y 58 días de vela) se detienen en la isla de Santa Helena. Y de ahí enrumban a a Inglaterra. 
Una vez en los astilleros de la casa Money Wigram, en Londres, se efectuaron las modificaciones requeridas, se reparó su máquina y se completó su artillería en un período de 139 días. De Londres la fragata retornó a Plymouth, permaneciendo ahí del 16 al 28 de enero de 1858, fecha en que emprendió retorno a casa vía Río de Janeiro. 
Para llegar al Perú, la Amazonas esta vez tuvo que cruzar el Estrecho de Magallanes. Hizo escala en Talcahuano (Chile) y Arica y arribó finalmente al primer puerto peruano del Callao el 28 de mayo de 1858. Había recorrido 41,227 millas náuticas en 19 meses de travesía y costo la vida de 20 tripulantes adicionales a los de Calcuta.
La Amazonas había dado la vuelta al mundo constituyéndose como el primer buque de guerra de América Latina en circunnavegar el globo terrestre.
Este viaje también le permitió escapar de la Guerra Civil que estalló en 1856. Por ello, en Río de Janeiro el capitán José Boterín fue relevado por el contraalmirante Ignacio Mariátegui y Tellería, pues se sospechaba que de regreso al Perú podía unirse a la rebelión de Manuel Ignacio de Vivanco.
Fue una tarea difícil pero acentuó el prestigio de la marina peruana en todo el mundo, demostrando la pericia de sus pilotos y la disciplina de sus tripulantes en momentos críticos.

## Resto del Historial de Servicio

### Guerra peruano-ecuatoriana (1858-1860)
Durante el conflicto con Ecuador en 1858 participó en el bloqueo de Guayaquil y la costa ecuatoriana, el mando de la escuadra peruana recayó en el contralmirante Ignacio Mariátegui y Tellería y permaneció en aguar ecuatorianas durante siete meses.  
En 1959 se inician las conversaciones para suspender las operaciones de guerra, entre el presidente Ramón Castilla y el Jefe Supremo de Guayas, el general Guillermo Franco Herrera, las cuales de dieron a bordo del Amazonas.

### Guerra hispano-sudamericana y Combate de Abtao
Inmediatamente después de la declaración de guerra a España, viajó a Chile junto con la fragata Apurímac para unirse a la goleta chilena Covadonga en el Archipiélago de Chiloé, y esperar el arribo de las flamantes  corbetas a vapor de la Armada del Perú, Unión y América, para conformar la Flota Aliada peruano-chilena.
El 15 de enero de 1866, llegando al punto de reunión de la flota aliada, en el recién establecido puesto naval Chayalhue en la isla de Abtao, y navegando a vela, debido al mal estado de sus máquinas, la nave encalla en Punta Quilque, frente a la isla Abtao y no obstante los esfuerzos que se hizo para salvarla, está se pierde. Sus cañones fueron desmontados y trasladados a otras naves de la escuadra y 7 de ellos fueron posicionados como baterías terrestres a la entrada del Estrecho de Chayalhue donde se encontraba la flota.